# Línea 500 (Zárate)
La línea 500 es una línea de colectivos del Partido de Zárate, cuyo servicio es prestado por Zárate Transporte SAPEM. Esta empresa es sucesora de la Cooperativa 3 de julio, que brindó el servicio hasta el 5 de marzo de 2019. Este transporte cuenta con SUBE.

## Recorridos
- Colectora Ruta 193 - Cementerio
- Colectora Ruta 193 - Hospital
- Villa Negri - Villa Angus
- Barrio Pitrau - Burgar
- Barrio El Casco - Plaza Italia